# 久保田展弘
久保田展弘（くぼた　のぶひろ、1941年 - 2016年7月14日）は、仏教学・宗教学者。
東京市（現目黒区）洗足生まれ。本名・久保田淳。早稲田大学卒業。東洋哲学・仏教を学んだ後、日本およびアジアの多神教世界、中東・バルカン半島などユダヤ教・キリスト教・イスラーム世界をフィールドワークする。アジア宗教・文化研究所代表。専門は比較宗教思想・文化論。

## 著書
- 『山岳霊場巡礼』新潮選書 1985
- 『修験道・実践宗教の世界』新潮選書 1988。「修験の世界 始原の生命宇宙」講談社学術文庫 2005
- 『インド聖地巡礼』新潮選書 1991
- 『神の山へ 山岳宗教の源流をゆく』新妻喜永写真 山と渓谷社 1993
- 『日本宗教とは何か』新潮選書 1994。「日本の聖地 日本宗教とは何か」講談社学術文庫 2004
- 『宗教者の原点 異貌の僧との対話』新人物往来社 1995
- 『神の名は神 ユダヤ教・キリスト教・イスラム教・道教・ヒンドゥー教・アニミズム・仏教・神道』小学館 1996
- 『山岳霊場「御利益」旅』小学館 1996
- 『森の癒し いのちと瞑想の世界』PHP研究所 1996
- 『日本多神教の風土』PHP新書 1997
- 『週末断食 空腹から見えてくる「空」の思想』マガジンハウス 1998
- 『狂と遊に生きる 一休・良寛』（仏教を生きる）中央公論新社 2000
- 『聖書はどこから来たか 東洋からの思索』新潮社 2000
- 『荒野の宗教・緑の宗教 報復から共存へ』PHP新書 2004
- 『さまよう死生観 宗教の力』文春新書 2004
- 『役行者と修験道 宗教はどこに始まったのか』ウェッジ選書 2006
- 『原日本の精神風土』NTT出版・ライブラリーレゾナント 2008
- 『仏教の身体感覚』ちくま新書 2010

- 『寂聴の仏教入門』瀬戸内寂聴と共著 講談社 1988、同文庫 1991

## 論文
- Cinii